# Doris Benta Maria Löve
Doris Benta Maria Löve (Kristianstad, 2 de janeiro de 1918 — San Jose (Califórnia), 25 de fevereiro de 2000) foi uma botânica sueca que trabalhou na Islândia e nos Estados Unidos, junto com seu colega e marido, o islandês Áskell Löve, em fitogeografia.

## Biografia
Conheceu seu marido na Universidade de Lund enquanto estudavam Botânica e Genética Vegetal com Arne Müntzing. Sua tese de doutorado, aprovada em 1940, foi sobre a sexualidade do género Melandrium. Juntos obtiveram seus Ph.D. e demais graus de doutorados em Ciências e, por muitos anos, colaboraram em estudos e publicações de textos ainda muito solicitados actualmente.
Áskell e Doris Löve realizaram numerosos estudos sobre o número cromossómico de diversos grupos de plantas e seu uso na sistemática vegetal, publicando numerosos artigos sobre esta temática.
Em 1951 mudaram-se para Winnipeg, onde ambos leccionaram na Universidade de Manitoba, e continuaram seus estudos científicos. Em 1955 passaram a leccionar na Universidade de Montreal.
Em 1962, quando trabalhava em Montreal, foi a organizadora de uma influente conferência científica sobre o biota das regiões em torno do Atlântico Norte e sua história evolutiva, com contribuições, entre outros, de especialistas como Eric Hultén, Tyge W. Böcher, Hugo Sjörs, John Axel Nannfeldt, Knut Fægri, Bruce C. Heezen e Marie Tharp. Nesta conferência analisaram a teoria da deriva continental e seus efeitos na biografia da região do norte do Atlântico, uma ideia revolucionária à época. A conferência aconteceu na Islândia, com fundos da NATO. 

## Obras publicadas
Doris Löve é autora, entre muitas outras, das seguintes obras:
- 1947. Löve, Á; D Löve. Studies on the origin of the Icelandic flora. I. Cyto-ecological investigations on Cakile. Ed. Reykjavík. 29 pp.
- 1953. Löve, Á; D Löve. Studies on Bryoxiphium. The Bryologist: 56; 3: 183-203
- 1954. Löve, Á; D Löve. Cytotaxonomical Studies on the Northern Bedstraw. Am.Midland Naturalist: 52: 1: 88-105
- 1956. Löve, Á; D Löve. Chromosomes & taxonomy of eastern North American Polygonum. Bot. 34(4): 501-521
- 1975. Löve, Á; D Löve. Nomenclatural adjustments in some European monocotyledons. Folia Geobotanica Vol. 10, Nº 3, ISSN 1211-9520
- 1961. Löve, Á; D Löve. Chromosome numbers of Central & Northwest European plant species. Ed. Stockholm, Distributor: Almqvist & Wiksell. 581 pp.
- 1963. North Atlantic biota and their history; a symposium held at the University of Iceland, Reykjavík, July, 1962, under the auspices of the University of Iceland and the Museum of Natural History. / Sponsored by the NATO Advanced Study Institutes Program. Ed. Áskell Löve & Doris Löve. [Oxford] : Pergamon Press. 430 pp.
- 1973. Traducción rusa de Vavilov: "Origen y Geografía de las Plantas Cultivadas"
- 1974. Löve, Á; D Löve. Plant chromosomes. Ed. Vaduz: J. Cramer ; Beaverton, Ore. 184 pp.
- 1974. Löve, Á; D Löve. Cytotaxonomical atlas of the Slovenian flora. Ed. Lehre: J. Cramer. 1241 pp.
- 1975. Traducción rusa de Vavilov: "Cinco Continentes"
- 1975. Löve, Á; D Löve. Cytotaxonomical atlas of the Arctic flora. 598 pp. Ed. Vaduz J.Cramer. ISBN 3768209768
- 1977. Löve, Á; D Löve; REG Pichi Sermolli. Cytotaxonomical atlas of the Pteridophyta. Ed. Vaduz: J. Cramer. 398 pp.